# تاريخ لبنان العسكري

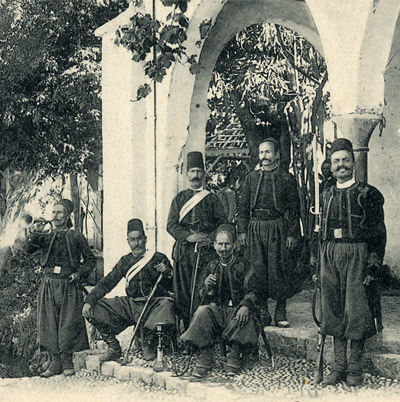
الجنود اللبنانيين خلال الفترة المنتصف الريف

تشكلت نواة الجيش اللبناني تحت قيادة الأمير فخر الدين الثاني المعني في القرن 17 في عهد إمارة لبنان (1516-1840). وجاء أول انتصار كبير في 31 أكتوبر 1622 ضد العسكر العثماني في معركة مجدل عنجر. تمتعت محافظة جبل لبنان بشبه حكم ذاتي بين عامي 1861 و1914 في عهد المتصرفية، حيث لم يكن يسمح لأي قوات تركية من التمركز أو التجول في تلك المنطقة. أنشأ لبنان جيشه المتكون من ميليشيات المتطوعين.الا انه ومع اندلاع الحرب العالمية الأولى عاد جبل لبنان إلى الحكم العثماني المباشر  بدايات الجيش الحديثة ظهرت خلال عام 1916، عندما أنشأت الحكومة الفرنسية «فرق الشرق»، التي شملت جنود فرنسيين وافارقة بالإضافة إلى بعض اللبنانيين، الا انه وبعد الحرب العالمية الأولى انتدبت عصبة الأمم فرنسا على لبنان في نيسان 1920، شكل جيش الشرق العربي، والتي أعيد تنظيمها في وقت لاحق في (القوات الخاصة في الشرق). وتتألف هذه القوات من مجندين لبنانيين وسوريين، ولكن بقيت القيادة للضباط الفرنسيين، إلا أنه النسبة المئوية للضباط البنانيين والسوريين اخذت بالارتفاع تدريجيا في الحجم إلى ما يقرب من 90 ٪ من العدد الإجمالي بحلول عام 1945. في وقت لاحق في عام 1926، تم إنشاء أول فوج قناصة لبناني من القوات الخاصة في الشرق؛ وهو يعتبر النواة الأولى لتشكيل الجيش اللبناني.

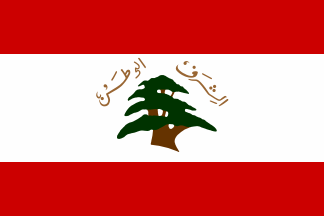
علم الجيش اللبناني الأول في ظل لبنان المستقل

خلال الحرب العالمية الثانية، شاركت القوات اللبنانية إلى جانب قوات فيشي الفرنسية ضد القوات الفرنسيةالحرة والبريطانية. بعد استسلام قوات فيشي في منطقة الشرق الأوسط في يوليو عام 1941، جند متطوعين من الفرق الخاصة في بلاد الشام في صفوف قوات فرنسا الحرة، وشاركت في القتال في إيطاليا وشمال أفريقيا، وجنوب فرنسا وفي عام 1943، قبل إعلان استقلال لبنان، تم الجمع بين جميع الوحدات العسكرية في لواء واحد اللواء الخامس، تحت قيادة الجنرال فؤاد شهاب، وفي يوم إعلان استقلال لبنان، وضع فوج القناصة الثالث تحت تصرف الحكومة اللبنانية من أجل الحفاظ على الأمن، وكانت فرنسا في يونيو من العام نفسه، قد اعادت وحدات القوات الخاصة بالشرق، التي الحقت فيما بعد بالقوات البريطانية في الشرق الأوسط، وظلت الغالبية العظمى من الجيش اللبناني جزءا من الجيش الفرنسي في لبنان.
بعد حصوله على الاستقلال في عام 1943، شكلت الحكومة اللبنانية وفدا رسميا في عام 1944 للتفاوض مع فرنسا وذلك لتسليم مسوؤلية الجيش اللبناني للسلطة اللبنانية وحدها، وبعد ما يقرب من ثلاثة أسابيع من المحادثات، اقرت القيادة المشتركة الفرنسية البريطانية مرسوما يقضي بتسليم الوحدات العسكرية الموضوعة تحت السيطرة الفرنسية الحكومة المستقلة في لبنان. وهذه الوحدات هي جزء من الفرقة الخاصة ببلاد الشام وبلغ عديد افرادها 3000 عسكري. وفي 1 أغسطس 1945 في 0:00 ساعة، وضع الجيش اللبناني تحت السلطة الكاملة للحكومة الوطنية اللبنانية، ويتم الاحتفال بهذا اليوم سنويا باعتباره عيد الجيش اللبناني.

## أهم الأحداث

### 1916: إنشاء فرقة الشرق
بدأت مسيرة الجيش الحرب العالمية الأولى إثر تطوع مجموعات من الشباب اللبناني في فرقة الشرق، التي أنشأها الحلفاء في المنطقة العربية في العام 1916 كأحد وجوه النضال الوطني، وقد اشترط هؤلاء الشباب في حينه أن يدوّن على عقود تطوعهم شرطان. الأول، أنهم يقاتلون ضد القوات العثمانية من دون غيرها، والثاني أنهم انخرطوا في القوات الحليفة بهدف تحرير لبنان. وفي العام 1918، أصبحت فرقة الشرق تضم في صفوفها أول سرية من سرايا الجيش اللبناني وهي السرية 23، وتوالى تشكيل السرايا التي راحت تمد يد العون إلى اللبنانيين وتناضل معهم جنباً إلى جنب ضد قوى الانتداب.

### 1920: إنشاء أفواج المشاة
آنشأت سلطة الانتداب الفرنسي في لبنان أفواج المشاة والتي عرفت بفرق القناصة من بين أبناء البلد للمساهمة في بناء جيش وطني كما نص قانون الانتداب ويكون لها دور في بناء السلطة الوطنية بعد انتهاء الانتداب.

### 1941: وثيقة تموز
تمثّل وثيقة 26 تموز/ يوليو 1941، موقفاً صريحاً لمجموعة من الضباط اللبنانيين في قوات الشرق الخاصة وأقسموا اليمين بعدم القبول بالخدمة إلا في سبيل لبنان وتحت عَلَمه وبقيادة حكومته الوطنية رافضين المشاركة في الحرب العالمية الثانية إلى جانب الفرنسيين.

### 1945: تسليم القوات الخاصة إلى الحكومة اللبنانية
تم تسليم هذه القوى التي عرفت باسم القوات الخاصة إلى الحكومة اللبنانية على الشكل الآتي:
- تسلم الثكنات وسائر المنشآت في 20 تموز العام 1945.
- تسلم القوات العسكرية البالغ عديدها 20,000 عنصر في سوريا و5،000 عنصر في لبنان بتاريخ 25 تموز من العام نفسه.
- تسليم قيادة هذه القوات وإدارتها في الأول من آب العام 1945، وقد تم تكريس هذا اليوم عيداً وطنياً للجيش.

### حرب المالكيّة 1948
ما بين15 أيار / مايو و 6/ حزيران / يونيو من لعام1948، خاض الجيش اللبناني ثلاث معارك ضارية ضد قوات الإسرائيلية، التي أقدمت على احتلال بلدة المالكية – شمال فلسطين، فتمكن من تحريرها وتسليمها إلى جيش الإنقاذ العربي المشكّل في حينه. وقد استشهد آمر الوحدة اللبنانية المهاجمة النقيب محمد زغيب إلى جانب 8 عسكريين خلال هذه المعارك، فيما تكبدت قوات العدو خسائر فادحة في العديد والعتاد، وأظهر العسكريون اللبنانيون شجاعة فائقة في القتال على الرغم من عدم التكافؤ في موازين القوى.

### إتفاقية الهدنة آذار 1949
بنتيجة تدخل الأمم المتحدة لوقف القتال بين العرب والإسرائيليين، جرى التوافق في العام 1949 على توقيع اتفاقية هدنة، شملت كل دولة عربية على حدة، فيما وقع لبنان هذه الاتفاقية في 23 آذار من العام نفسه، لكن الجانب الإسرائيلي لم يتقيد بها، ما أدى إلى استمرار المناوشات على الحدود بين الجيش وقوات العدو.

### أحداث 1958 وانتخاب اللواء فؤاد شهاب رئيساً للجمهورية
في العام 1958، اندلعت أحداث مسلحة في عدد من المناطق اللبنانية،  بسبب انقسام موقف اللبنانيين تجاه حلف بغداد، فتدخل الجيش بقيادة اللواء فؤاد شهاب، وتمكّن من وقف انتشار الأحداث وجمع السلاح من المواطنين حفاظاً على النظام العام وحماية السلم الأهلي.

### 1967: الحرب مع إسرائيل
في الرابع من حزيران / يونيو من العام 1967شنّت إسرائيل حرب واسعة ضدّ الدول العربية المجاورة (سوريا، مصر، الأردن). وعلى الرغم من عدم شمول هذه الحرب لبنان، إلاّ أن ذلك لم يثن الدولة اللبنانية والجيش، عن تقديم المساعدات اللوجستية والصحية إلى الدول العربية، كما أقدمت إسرائيل بعد وقف إطلاق النار على احتلال مزارع شبعا اللبنانية وتلال كفرشوبا في منطقة العرقوب الجنوبية، ولا يزال هذا الاحتلال قائماً حتى تاريخه.

### 1975: الحرب الأهلية
في 13 نيسان / أبريل من العام 1975، اندلعت أحداث الحرب الأهلية في لبنان غُيِّب خلالعا دور الجيش بمفهومه الوطني الشامل، ولم يتمكن من ردع الفتنة. وهكذا استمرت الأحداث الدامية لسنوات طويلة. انقسم الجيش خلاله إلى فرق خدمت مختلف القوى العسكرية مع بقاء القيادة المركزية مستقلة نوعا ما.

### 1978: الإجتياح الأسرائيلي الأول
في 14 آذار / مارس من العام 1978، اجتاحت القوات الإسرائيلية قسماً من جنوب لبنان، تحت اسم عملية الليطاني التي استمرت لمدة 7 أيام وانتهت بصدور قرار مجلس الأمن الرقم 425، الذي قضى بانسحاب الإسرائيليين من الأراضي التي احتلتها، في حين خلف هذا الاجتياح خسائر بشرية ومادية هائلة، وقد تصدى الجيش اللبناني ببسالة للطائرات المغيرة وللوحدات المتقدمة، وسقط له العديد من الشهداء والجرحى خلال المواجهات.

### 1982: الاجتياح الأسرائيلي الثاني
وبتاريخ 6 حزيران / يونيو من العام 1982، قامت القوات الإسرائيلية باجتياح ثان للبنان تحت  اسم «عملية سلامة الجليل» حيث وصلت قواته إلى العاصمة بيروت والبقاع الغربي وجبل لبنان، وقد أدت العملية إلى سقوط نحو 50 ألف شهيد وجريح، فضلاً عن حصول دمار هائل في البنى التحتية. تصدى الجيش لهذا العدوان بكلّ الإمكانات المتوافرة، فيما تعرضت مراكزه لغارات عنيفة أدت إلى تدمير العديد من الثكنات والمراكز العسكرية أبرزها: ثكنتي محمد زغيب في صيدا وعصام شمعون في النبطية، كما سقط له عشرات الشهداء والجرحى في المواجهات.

### 1989: إعادة توحيد الجيش
إثر توقيع اتفاق الطائف في 30 ايلول / سبتمبر 1989، بدأت عملية توحيد المؤسسة العسكرية وبنائها، انطلاقاً من ركائز أساسية ثلاث وهي: إرساء الثوابت الوطنية والعقيدة العسكرية المستمدّة خطوطها العريضة من وثيقة الوفاق الوطني، اعتماد النهج المؤسساتي في العمل، توفير الطاقات البشرية والوسائل المادية للتمكّن من تنفيذ المهمات المطلوبة. نجحت قيادة الجيش في الانطلاق بسرعة قياسية في عملية بناء المؤسسة.

### 1991: معركة فجر الجنوب
إثر توقيع وثيقة الوفاق الوطني بين الفرقاء اللبنانيين والتي بموجبها تمّ وضع حدٍّ للأحداث الداخلية، صدر قرار عن الحكومة اللبنانية يقضي بحل جميع الميليشيات، وبسط سلطة قواتها المسلّحة على كامل الأراضي اللبنانية، إلاّ أنّ بعض التنظيمات الفلسطينية رفض الانسحاب من قرى تقع شرق مدينة صيدا والعودة إلى مخيم عين الحلوة التابع للاجئين الفلسطينيين، ما دفع الحكومة اللبنانية إلى تكليف الجيش اللبناني بإنهاء هذا الوضع الشاذ، وقد تمكّن الجيش من تنفيذ قرار الحكومة بالقوّة، بعد مواجهات قاسية مع تلك التنظيمات، قدّم خلالها عدداً كبيراً من الشهداء والجرحى.

### 1993: عملية تصفية الحساب
في تموز العام 1993، قامت القوات الإسرائيلية باعتداء كبير على لبنان  استمر لمدة سبعة أيام أطلق عليه اسم «تصفية الحساب»، مستهدفاً  المنشآت والجسور ومحطات الكهرباء والمناطق السكنية، موقعاً مئات الضحايا وآلاف الجرحى، فضلاً عن إلحاقه دماراً كبيراً في البنية التحتية والممتلكات، ما سبب موجة نزوح واسعة عن المناطق المستهدفة باتجاه الداخل اللبناني. فكان الجيش مرةً أخرى حاضراً في مواجهة العدوان، فتصدى للطائرات المغيرة، ووقف إلى جانب مواطنيه يشد أزرهم، ويحمي تنقلاتهم، ويساعدهم على إزالة آثار هذا العدوان بعد انتهائه.

### 1996:عملية عناقيد الغضب
في نيسان من العام 1996 قامت القوات الإسرائيلية بعملية عسكرية استمرت لمدة 16 يوماً وأطلق عليها اسم «عناقيد الغضب»، متبعاً فيها سياسة «الأرض المحروقة»، وبالغاً ذروة إجرامه بارتكاب مجزرة قانا الشهيرة، حيث قصف مركزاً لقوات الطوارئ الدولية كان قد التجأ إليه مواطنون أبرياء عزّل، ما تسبب بوقوع مئات الضحايا. وقد تصدت وحدات الجيش المنتشرة في الجنوب للعدوان الإسرائيلي بمختلف الوسائل المتوافرة لديها، على الرغم من استهداف مراكزها بصورة مباشرة، وكان لصمودها وتشبثها بمواقعها الأثر الكبير في تعزيز صمود المواطنين وعودة النازحين منهم فور انتهاء العملية.

### 2000: معركة الضنّية
بتاريخ 31 كانون الأول / ديسمبر 1999، تعرضت دورية تابعة للجيش لاعتداء من قبل جماعة مسلّحة، تابعة لتنظيم «التكفير والهجرة الإرهابي» في منطقة الضنية - شمال لبنان. فنفّذ الجيش عملية عسكرية واسعة ضدّ هذا التنظيم، أسفرت عن القضاء عليه خلال أيام معدودة، مقدماً ضابطاً وسبعة عسكريين شهداء خلال المعركة. ويعتبر هذا التنظيم الإرهابي النواة التأسيسية لتسلل الفكر التكفيري إلى لبنان، نظراً إلى تنوّع جنسيات أفراده، وحجم عديده وسلاحه، والأفكار والإيديولوجيا والأهداف التي كان يعتنقها ويسعى إلى تحقيقها.

### 2000: التحرير
مع مطلع التسعينيات، قررت قيادة الجيش سريعًا نشر نصف عديد الجيش على خطوط المواجهة مع الإسرائيليين في الجنوب والبقاع الغربي، وأعطت الأوامر بالتصدي لأي عدوان إسرائيلي بكل الإمكانيات والوسائل المتوافرة. ونتيجة لوحدة الموقف الوطني وصمود الجيش في مواقعه، وتسارع ضربات المقاومة في حرب استنزاف قلّ نظيرها، اضطر الجيش الإسرائيلي إلى الاندحار عن القسم الأكبر من الجنوب والبقاع الغربي، فكان إنجاز التحرير في 25 أيار العام 2000.

### 2006: عدوان تموز
في 12 تموز 2006 شنت إسرائيل حربا مفتوحة بدأت من الجنوب. وما لبثت أن امتدَّت إلى مختلف المناطق اللبنانية مرتكبًة مجازر لا سيما في فوج الأشغال المستقل في الجمهور وفي مركزي وجه الحجر والعبدة التابعين للقوات البحرية في منطقة الشمال، حاصدًا 47 شهيدًا وعدداً كبيراً من الجرحى. وعند الثامنة من صباح 14 آب توقَّف العدوان الإسرائيلي تنفيذاً لقرار مجلس الأمن الدولي الرقم 1701 الصادر بتاريخ 11/8/2006، الذي نصّ على وقف جميع العمليات الحربية، لتنطلق رحلة عودة النازحين  إلى أرضهم وبيوتهم، ويسارع الجيش اللبناني في التوجه إلى حدوده الجنوبية بعد غياب جاوز الثلاثة عقود، وذلك تنفيذًا لقرار الحكومة اللبنانية القاضي بتكليفه الانتشار في منطقة جنوب لبنان وصولاً إلى الخط الأزرق، وبسط سلطة الدولة في تلك المنطقة إسوة بباقي المناطق اللبنانية، ودعم صمود المواطنين ومواكبة إعادة إعمار قراهم. وقد تزامنت هذه المهمة مع مهمة انتشار وحدات من الجيش على امتداد الحدود البرية والبحرية اللبنانية لضبط المعابر ومنع أعمال التهريب على أنواعها.

### 2007: حرب نهر البارد
بتاريخ 20 آيار / مايو 2007، قام إرهابيو تنظيم «فتح الإسلام» الذي كان متمركزاً بشكل أساسي في مخيم نهر البارد للاجئين الفلسطينيين – شمال لبنان، بهجوم مفاجئ وغادر على بعض مراكز الجيش في محيط المخيم المذكور، وضواحي مدينة طرابلس، وذلك في محاولة هدفت إلى النيل من هيبة الدولة ومؤسساتها، وإرهاب الجيش، وصولاً إلى إنشاء إمارة دينية في منطقة الشمال. لكنّ الجيش استعاد زمام المبادرة فوراً، حيث قامت وحداته بردّة فعل سريعة، تمكًنت خلالها من استرجاع مراكزها والقضاء على الإرهابيين وتوقيف بعضهم الآخر، كما أحكمت الطوق حول المخيم. ثمّ اتخذت قيادة الجيش القرار بالحسم العسكري التدريجي. وفي الثاني من أيلول من العام نفسه، تحقق الوعد الذي قطعه الجيش للشعب اللبناني، بإكمال سيطرته الميدانية على آخر معقل من معاقل الإرهابيين في المخيم، ليتمكّن من اقتلاع أكبر تنظيم إرهابي عرفه لبنان، مقدّماً 171 شهيداً ومئات الجرحى في هذه المعركة القاسية.

### 2010: مواجهة العديسة
في 3 آب / أغسطس 2010، اجتازت دورية إسرائيلية الخط التقني في خراج بلدة العديسة إلى أراضٍ متحفظ عنها لبنانياً، ما دفع قوة الجيش المنتشرة في المنطقة إلى التصدي لها والاشتباك معها لعدة ساعات، وقد استخدم العدو الأسلحة الثقيلة ضد مراكز الجيش ومنازل المدنيين، الأمر الذي أدى إلى استشهاد عسكريين اثنين ومواطن وإصابة آخرين بجروح، فيما سقط للعدو عدد من القتلى والجرحى. وانتهت المواجهة بانسحاب الدورية المعتدية إلى مراكزها.

### 2011: مواجهة الوزاني
وفي الأول من شهر آب / أغسطس 2011، تصدت وحدات الجيش المنتشرة في منطقة الوزاني لدورية إسرائيلية عبرت خط الانسحاب لمسافة 30 متراً داخل الأراضي اللبنانية. وبنتيجة الاشتباك اضطرت الدورية المعادية إلى العودة من حيث أتت، من دون تسجيل أيِّ إصابات في صفوف عناصر الجيش.

### 2013: معركة عبرا
بتاريخ 23 حزيران / يونيو 2013، قامت مجموعات مسلحة تابعة للإرهابي أحمد الأسير بمهاجمة حاجز للجيش بشكلٍ مفاجئ، ما أدّى إلى استشهاد ضابطين وأحد العسكريين وإصابة عدد آخر بجروح، وكان هدف الجماعة ضرب هيبة الجيش وإشعال الفتنة في منطقة الجنوب. وخلال يومين من المواجهات الشرسة، تمكّنت قوى الجيش من القضاء نهائياً على هذه الجماعة، وتوقيف عدد كبير من أفرادها. وقدّم الجيش في المحصلة النهائية للمعركة، عشرين شهيداً بالإضافة إلى عشرات الجرحى.

### 2014: مواجهة طرابلس
بتاريخ 24 تشرين الإول / أكتوبر 2014، وعلى أثر توقيف أحد العناصر الإرهابية في منطقة الضنية، عمد عدد من المسلحين المناصرين له، إلى الاعتداء على مراكز وعناصر الجيش، ما تسبب باستشهاد عددٍ من العسكريين بينهم ضابطان. على أثر ذلك، قام الجيش بعملية عسكرية واسعة لحسم الوضع على الأرض وإنهاء ظاهرة المسلحين في بعض مناطق مدينة طرابلس وعكار، انتهت بطرد المسلحين وقتل وأسر عدد كبير منهم، فيما سقط للجيش 11 شهيداً بينهم 3 ضباط. تميزت هذه المعركة بالسرعة والحرفية العالية اللتين تجلّتا في إنهاء الوضع الشاذ (خلال 24 ساعة)، وإعادة فرض سلطة الدولة على جميع مناطق الاشتباكات.

### 2014: معركة عرسال الأولى
بتاريخ 2 آب / إغسطس 2014، بادرت مجموعات اسلامية أصولية إلى شنّ هجوم واسع على جميع المراكز العسكرية المتقدّمة في المنطقة، وذلك بالتزامن مع استهداف فصيلة قوى الأمن الداخلي في البلدة المذكورة، لكنّ قوى الجيش قامت بردّ سريع ومباشر، ونفذت عملية هجومية محكمة، استطاعت خلالها فكّ الطوق عن المراكز العسكرية ومن ثمّ دحر المعتدين باتجاه جرود المنطقة، وإيقاع عدد كبير منهم بين قتيل وجريح. قدّم الجيش خلال هذه المواجهة المفصلية أربعة وعشرين شهيداً وستة وثمانين جريحاً، فيما اختطفت الجماعات الإرهابية 21 عنصراً من الجيش و15 عنصراً من قوى الأمن الداخلي، ولاحقاً استشهد 5 من هؤلاء المخطوفين، 4 عناصر من الجيش وعنصر واحد من قوى الأمن الداخلي على أيدي الإرهابيين. وبتاريخ 31/8/2014، تم تحرير 4 عسكريين من الجيش، كما جرى بتاريخ 1/12/2015 وبناءً على مفاوضات سياسية وميدانية، تحرير 3 عناصر من الجيش و 13 ع نصراّ من قوى الأمن الداخلي.

### 2015: معركة جرود رأس بعلبك
بتاريخ 23 كانون الثاني / يناير 2015، هاجمت مجموعات إرهابية أحد مراكز الجيش المتقدمة في تلة الحمرا، فتصدّى عناصر المركز للمهاجمين بمختلف أنواع الأسلحة وحالوا دون تقدمهم، وبنتيجة صمود هؤلاء العناصر والتعزيزات العسكرية التي استقدمت إلى المنطقة، وقصف تجمعات الإرهابيين وطرق تسللهم بالأسلحة الثقيلة، تمكنت قوى الجيش من إحكام سيطرتها على التلّة المذكورة وطرد المهاجمين، موقعةً في صفوفهم عدداً كبيراً من الإصابات بين قتيل وجريح. وقد سقط للجيش من جراء الاشتباكات ثمانية شهداء بالإضافة إلى عدد من الجرحى.

### 2016: معركة جرود عرسال الثانية
بتاريخ 3 شباط / فبراير 2016، وفي محلة وادي الأرانب – عرسال، هاجمت قوة من الجيش في عملية نوعية وخاطفة، مقر مجموعة إرهابية تنتمي إلى تنظيم داعش الإرهابي، كانت تخطط لمهاجمة مراكز الجيش وخطف مواطنين في منطقة عرسال، فتمكّنت من القضاء على 6 إرهابيين مسلحين، ومصادرة كميات من الأسلحة والذخائر وآليتين، كما دهمت  قوّة أخرى من الجيش مستشفى ميداني يستخدمه التنظيم المذكور في المنطقة نفسها، وأوقفت 16 إرهابياً، من دون تسجيل أي إصابات تذكر في صفوف القوى العسكرية التي أظهرت عن حرفية متناهية في رصد المجموعة وتوقيف أفرادها.